# Trockizm

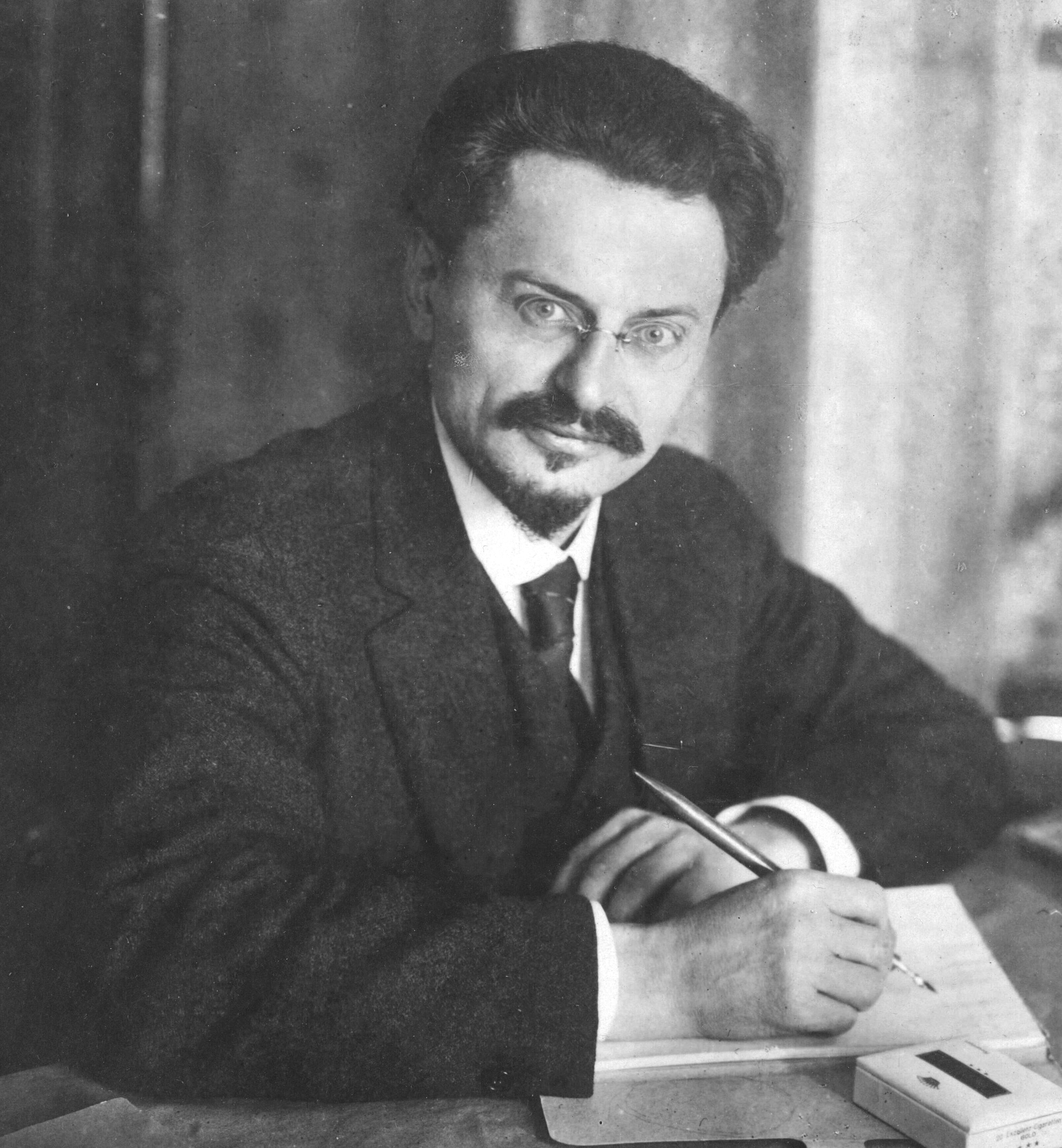
Lew Trocki, twórca trockizmu

Trockizm – jeden z nurtów komunizmu oparty na poglądach Lwa Trockiego. Trockizm powstał w ZSRR w toku sporu o taktykę partii bolszewickiej i światowego ruchu komunistycznego po śmierci Włodzimierza Lenina.

## Definicja trockizmu
Amerykański trockista James Patrick Cannon, w wydanej w 1942 roku „Historii amerykańskiego trockizmu” pisał, „trockizm nie jest nową doktryną, ruchem, ale renowacją, odrodzeniem prawdziwego marksizmu, który był postulowany w czasie rewolucji rosyjskiej i w pierwszych dniach Międzynarodówki Komunistycznej”.
Według Lwa Trockiego jego myśl polityczną można odróżnić od innych teorii marksistowskich poprzez pięć kluczowych elementów:
- Wsparcie dla strategii rewolucji permanentnej, w opozycji do dwóch przeciwnych jej teorii[2];
- Krytyka kierownictwa w ZSRR po 1924 roku, analiza jego funkcji, a od 1933 roku wsparcie dla rewolucji politycznej w ZSRR, które było przez trockistów określane jako zdeformowane państwo robotnicze;
- Wsparcie dla rewolucji społecznej w rozwiniętych krajach kapitalistycznych poprzez wspieranie masowych akcji klasy pracowniczej;
- Wsparcie dla proletariackiego internacjonalizmu[3];
- Zastosowanie „przejściowego” programu żądań między codziennymi problemami klasy robotniczej a „maksymalnym” wdrażaniem idei socjalistycznej transformacji społeczeństwa[4].

Na scenie politycznej marksizmu trockiści uważani są za lewicę. Trockiści w okresie zimnej wojny popierali dążenia demokratyczne w ZSRR, przeciwstawiali się również mocarstwom imperialistycznym i opowiadali się za rozprzestrzenieniem rewolucji w całej Europie i Azji.

## Założenia trockizmu
Podstawowym założeniem teorii trockistowskiej jest teoria permanentnej rewolucji, która stanowi przedstawienie punktu widzenia Trockiego na proces przemian społecznych. Idea ta ma nawiązywać do Marksa i Engelsa. W praktyce teoria została ukształtowana w głównej mierze przez Aleksandra Helphanda (Parvusa). Tę ideę zarysowali Marks i Engels w napisanym w 1850 roku Apelu Komitetu Centralnego do Związku Komunistów. Według marksowskiej teorii robotnicy muszą przejąć inicjatywę rewolucyjną z rąk burżuazji. Tak więc walka przeciwko strukturom feudalnym miała przeistoczyć się w walkę z burżuazją i strukturami feudalnymi, w wyniku tej walki, proletariat wymusić miał najpierw realizację celów demokratycznych, a następnie socjalistycznych. Teoretycy marksizmu nie rozwijali jednak tej teorii.
Tezy permanentnej rewolucji ponownie rozwijane były w Rosji w czasie rewolucji lat 1905–1907. Elementy teorii wykorzystane zostały przez Lenina w koncepcji przerastania rewolucji burżuazyjno-demokratycznej w socjalistyczną. Według Włodzimierza Lenina walki rewolucyjne muszą być kierowane przez proletariuszy, którzy muszą stać się jedynymi walczącymi o demokratyzm, stopniowo wzbogacając postulaty o motywy socjalistyczne. Lenin uważał, że klasa robotnicza odniesie sukces po sojuszu z chłopstwem. Trocki uważał, że robotnicy wprawdzie powinni współpracować z chłopami, ci drudzy jednak powinni być odsunięci od rządów. Nie przewidywał więc rządu koalicyjnego, rząd według myśli Trockiego ma być rządem, w którym większość stanowią robotnicy. Trocki odrzucał burżuazyjny etap rewolucji ujęty w leninizmie. Korzystając z doktryny Trockiego; odrzucającej współpracę robotników z innymi grupami ludzi pracy, późniejsi trockiści odrzucali politykę frontów ludowych.
W 1906 roku Trocki uznał, że rewolucja może się udać jedynie w skali globalnej. Działania rewolucji w jednym kraju miały stać się czynnikiem wpływającym na rewolucje w innych państwach. Choć Marks odrzucał przeprowadzenie rewolucji w jednym kraju, Lenin stworzył tezę, zgodnie z którą rewolucja mogła się odbyć z wziętym z osobna kraju kapitalistycznym. Początkowo były to jedynie różnice zdań, gdyż zarówno Lenin i Trocki uważali, że rewolucja rosyjska otworzy drogę do światowej rewolucji. W latach 20. ZSRR stał się jedynym państwem rządzonym przez partię komunistyczną (oprócz Mongolii), doprowadziło to do realizacji przez rząd doktryny „socjalizmu w jednym kraju”. Teza ta została formalnie poparta w czasie XIV Konferencji w kwietniu 1925 i XIV Zjeździe w grudniu tego samego roku. Trocki pozostawał w opozycji do tych decyzji, jego zdaniem w państwie na tyle zacofanym co Rosja niemożliwa jest przebudowa kraju. Trocki uważał, że warunkiem zwycięstwa komunizmu jest pomoc ekonomiczna i militarna, którą będą prowadzić między sobą radzieckie „Stany Zjednoczone Europy”, dlatego też rewolucja miała być rozszerzana przez ZSRR na sąsiadujące z nim państwa. Polityka ta wcześniej określana była jako „eksport rewolucji”, choć Trocki jako opozycjonista odrzucał to pojęcie.
Lew Trocki uważał, że ZSRR zdominowane zostało przez biurokratów. Twierdził również, że budowa uprzemysłowionego państwa na zasadach takich jak współzawodnictwo, bodźce materialne, działanie prawa wartości – stanowi odejście od idei rewolucji październikowej. Alternatywą miała być „militaryzacja pracy”, tzn. organizacja gospodarki na wzór armii i narzucenie wszystkim pracownikom wojskowej dyscypliny z wszystkimi jej konsekwencjami („armie pracy”). Objęcie całej gospodarki jednolitym planem musiało wiązać się z konsekwentną likwidacją prywatnej własności, a więc przede wszystkim z kolektywizacją rolnictwa. Zdając sobie sprawę, że realizacja tego programu napotka opór społeczny, Trocki nie ukrywał, że musi zostać on złamany przy pomocy rewolucyjnego terroru.

## Formowanie się ruchu
Lew Trocki własną frakcję wewnątrz partii bolszewickiej zawiązał na początku 1918 roku. Wcześniej Trocki związany był z mienszewikami, razem z grupą internacjonalistów przeszedł do ugrupowania bolszewickiego w 1917 roku. Lew Trocki nie związał się ze skrajnie lewicową frakcją radzieckich komunistów zwaną lewicowymi komunistami, postulowali oni kategoryczne zawarcie pokoju, Trocki natomiast postulował hasło „Ani wojny, ani pokoju”. Jako uczestnik delegacji w Brześciu wbrew dyrektywie Lenina, poinformował władze niemieckie o tym że rząd Rosji Radzieckiej nie podpisze z Niemcami traktatu pokojowego na stawianych przez nich warunkach. Jednocześnie jednak zakończy działania zbrojne i zdemobilizuje wojsko. Lew Trocki uważał, że decyzja taka doprowadzi do radykalizacji środowisk robotniczych Europy Zachodniej. W 1920 roku po raz kolejny Trocki sprzeciwił się ówczesnemu kierownictwu, wystąpił z pomysłem reorganizacji Rosji według której związki zawodowe miały zostać zmienione w organy państwa zarządzające produkcją. Koncepcję Trockiego dotyczącą związków, skrytykował Lenin, doprowadziło to do tarć frakcyjnych wewnątrz partii. X Zjazd partii komunistycznej z 1921 roku odrzucił koncepcję Trockiego oraz zakazał polityki frakcyjności. Trocki początkowo dostosował się do uchwały Zjazdu choć w 1923 roku gdy Lenin był już chory, jego frakcja przyjęła rolę opozycji wewnątrz partii. Idee zwolenników Trockiego zebrane zostały w dziele Nowy kurs. W tym czasie frakcja trockistów przyjęła postulat nie jak to dotychczas miało miejsce; krytyki tylko elementów polityki partii, lecz zasadniczą krytykę kształtu partii. Nowym Kursem Trockiego miało być reformowanie partii – zdemokratyzowanie partii, aktywizacja członków, wprowadzenie krytyki czy walka z biurokracją.
Po śmierci Lenina, na 13. Zjeździe partii komunistycznej, który odbył się w maju 1924 roku, odczytano testament Lenina. Jego treść nie spodobała się Stalinowi, Lenin bowiem skrytykował Stalina. Komitet Centralny bolszewików mimo to pozwolił mu dalej pełnić urząd sekretarza generalnego partii. Prostalinowska decyzja Komitetu wymierzona była w trockistów. Lew Trocki krytykował stalinowską politykę „budowy socjalizmu w jednym kraju” i cały system ZSRR, który według niego zahamował proces rewolucji. Zwolennicy Trockiego z pozycji skrajnej lewicy krytykowali ZSRR i władzę partii. W listopadzie 1927 roku, KC partii wydalił z partii Trockiego i jego zwolenników. W 1929 roku Trocki wydalony został z terenów ZSRR oraz pozbawiony obywatelstwa.
Od 1929 do 1933 przebywał w Turcji, we Francji od 1933 do 1935, w Norwegii od 1935 do 1937, a na końcu swego życia w Meksyku. Przebywając na wygnaniu, kontynuował swoją działalność. W 1936 wydał pracę Zdradzona rewolucja. W 1938 utworzył IV Międzynarodówkę grupującą zwolenników orientacji trockistowskiej. Rewolucjonista zamordowany został na emigracji w Meksyku w 1940 roku przez Ramóna Mercadera agenta NKWD.

## IV Międzynarodówka

Symbol IV Międzynarodówki

### Geneza
Trocki od początku bycia dysydentem podjął się próby utworzenia ruchu politycznego. Trocki jako jeden z przywódców rewolucji bolszewickiej i konsekwentny antystalinista występował przeciwko kierownictwu III Międzynarodówki. Udało mu się pozyskać działaczy wywodzących się z różnych środowisk politycznych, część związana była niegdyś z Kominternem. Często usuwano ich z partii komunistycznej w czasie walk frakcyjnych. Wśród działaczy tych znaleźli się James Patrick Cannon, były członek Komunistycznej Partii USA; Maurice Spektor, były członek Komunistycznej Partii Kanady; Pierre Frank, były członek Francuskiej Partii Komunistycznej i Boris Sovarine jeden ze współzałożycieli PCF. Kolejną grupę wywodzili radykałowie z łona partii socjaldemokratycznych, Daniel Guerin; reprezentant lewicowej frakcji w SFIO i Marceau Pivert. Ze środowiska anarchosyndykalistów do Trockiego zbliżyli się Alfred Rosmer i Pierre Monatte. Trocki poparty został także przez niektórych intelektualistów, tj. socjolog James Burnham i Pierre Naville. Do środowiska trockistowskiego dołączyły też osoby niezwiązane do tej pory z polityką, np. Raymond Molinier.
Pod względem ideowym część działaczy kierowała się poglądami lewicowo-radykalnymi który nie zmieściły się w obrębie kominternowskiego ruchu komunistycznego, przy czym ważna była tu postawa antyradziecka. Część działaczy wysuwała antyradzieckość i sprzeciw wobec Kominternu na plan pierwszy. Punktem odniesienia zjednoczenia różnych grup była rewolucja socjalistyczna, wywodząca się z teorii permanentnej rewolucji, związana przy tym z walką z partiami Kominternu i ZSRR. Lew Trocki publikował swoje pisma w prasie zachodniej m.in. „New York Times”, „Daily Express” czy „Saturday Evening Post”. Dążył do utworzenia jednego ośrodka kierowniczego w ruchu komunistycznym. Początkowo nie był przychylny tworzeniu nowej międzynarodówki komunistycznej, lecz uważał, że poprzez zwolenników jego tendencji uda mu się osiągnąć większość wewnątrz III Międzynarodówki. Frakcja Lwa Trockiego nazywana była „lewicową opozycją”. W kwietniu 1930 roku zorganizowano konferencję która w założeniu przygotować miała kongres założycielski Lewicowej Opozycji. Zwolennicy tendencji utworzyli prowizoryczny sekretariat, rozpoczęto wydawanie „Biuletynu opozycji”. W artykule wstępnym napisano o tym że celem Lewicowej Opozycji jest odrodzenie Międzynarodówki Komunistycznej na bazie leninizmu.
Lewicowa Opozycja sformułowała jedenaście warunków przystąpienia do grupy. Były to m.in. – uznanie permanentnego (międzynarodowego) charakteru rewolucji; rozróżnianie w obozie komunistycznym trzech kierunków: marksistowskiego, centrowego oraz prawicowego; potępienie państwa radzieckiego; odrzucenie teorii socjalizmu w jednym kraju. Opozycja nie osiągnęła swoich celów, jej członkowie wydalani byli z partii komunistycznych. Po porażce Trocki zmienił strategię i postanowił utworzyć nową międzynarodówkę opozycyjną względem III Międzynarodówki. Bezpośrednim impulsem miało być przejęcie w 1933 roku władzy przez nazistów w Niemczech, zdaniem Trockiego, dopuszczenie do władzy nazistów było świadectwem śmierci partii komunistycznych które nie umiały powstrzymać nazistów.

### Opozycja
Nowy ruch pozostawał jednak osłabiony a zwolennicy trockizmu, podzieleni. Brak poparcia wśród społeczeństwa, w tym robotników, doprowadził do tego, że trockiści postanowili odłożyć na później utworzenie międzynarodówki i kontynuować działalność jako Opozycja. Strategia trockistów działała w dwóch kierunkach, z jednej strony głoszono, że procesy zachodzące w ZSRR po śmierci Lenina, to zdrada rewolucji, uznano socjalistyczny charakter produkcji w ZSRR, jednak odrzucono nadbudowę, trockiści uważali że należy obalić system ZSRR i zastąpić go innym rodzajem rządów, odpowiedzialna miała być za to rosyjska sekcja IV Międzynarodówki. Stalinowskie władze ZSRR zarzucały trockistom szereg dywersji, m.in. morderstwo Siergieja Kirowa, jednego z liderów bolszewickich, posądzono też ich o kilka aktów sabotażowych. O akcjach dywersyjnych w ZSRR przekonanych było również wiele partii komunistycznych. Walka z trockizmem w okresie kultu jednostki była pretekstem do represji wielu niewinnych osób i często oskarżenie o trockizm służyło jako uzasadnienie represji.
Drugim z elementów strategii opozycji była krytyka partii komunistycznych skupionych w Kominternie. Lew Trocki uważał, że po 1924 roku Komintern był wykorzystywany przez Stalina do polityki wewnętrznej, przy rezygnacji z „rewolucyjnego z posłannictwa”. W krajach kapitalistycznych sekcje Kominternu miały zdaniem Trockiego, być podporządkowane polityce Stalina. Komintern miał chronić ZSRR przed inwazją z zewnątrz, rezygnując przy tym z kierowania ruchem rewolucyjnym. Pierre Frank stwierdził, że Komintern stał się grupą nacisku na środowiska polityczne całego kapitalistycznego świata. Trocki zaatakował VI Kongres Międzynarodówki Komunistycznej, na którym wystąpiły tendencje sekciarskie w trakcie której uznano socjaldemokrację za socjalfaszyzm, Trocki krytykował politykę izolacjonizmu i agresywną politykę wobec socjaldemokracji. Trockiści pozostawali w opozycji do Kominternu również po zmianie taktyki po przejęciu władzy przez Hitlera w Niemczech. Trockiści przeciwstawiali się polityce frontu ludowego, polityki współpracy partii komunistycznych z innymi ugrupowaniami antyfaszystowskimi. Trockiści uznali że mogą poprzeć rządy jedynie natury rewolucyjnej.
Trockiści nie zdobyli szerokiego poparcia w społeczeństwach, partie trockistowskie liczyły po kilkuset działaczy, często pozostawały skłócone. Duże wpływy trockiści zdobyli w Stanach Zjednoczonych oraz w Hiszpanii. W USA założona została Socjalistyczna Partia Robotnicza kierowana przez Jamesa Cannona. Liczyła ona od 800 do 2500 działaczy oraz posiadała wpływy w związkach zawodowych. Dla porównania partie komunistyczne dzięki polityce frontów ludowych w 1939 roku liczyły w państwach europejskich (poza ZSRR) 500 tysięcy członków.

### Działalność Międzynarodówki
3 września 1938 roku w czasie konferencji w Perigny pod Paryżem, powołano IV Międzynarodówkę, do której weszły ugrupowania trockistowskie z poszczególnych państw. W zjeździe uczestniczyło 21 osób z 11 państw. Część uczestników konferencji nie była przekonana co do pomysłu powołania organizacji, uważali że nie ma sensu tworzyć takiej organizacji jeśli jej poszczególne sekcje liczą po kilkadziesiąt ludzi. Sam Trocki nie wziął udziału w konferencji. W czasie jej trwania przyjęto dokument jego autorstwa Agonia kapitalizmu i zadania IV Międzynarodówki. Program przejścia. Postulaty zawarte w dokumencie stały się podstawą ruchu trockistów. W dokumencie stwierdzono, że we wszystkich rozwiniętych państwach kapitalistycznych nastąpiła już zdolność do przeprowadzenia rewolucji a kapitalizm znajduje się u kresu możliwości, przeszkodą dla tego celu miała być postawa kręgów robotniczych, w tym komunistów. Partie komunistyczne uznawane były przez trockistów za konserwatora systemu kapitalistycznego.
Trockiści uzgodnili na konferencji że należy kontynuować strategię entryzmu, czyli wchodzenia trockistów do już działających organizacji robotniczych i zbliżyć je od wewnątrz do trockizmu. Trocki strategię tą zaproponował w 1930 roku a zdecydowano się na wchodzenie głównie do partii socjaldemokratycznych.
W okresie trwania II wojny światowej trockiści ulegli osłabieniu. Szczególnie przyczyniła się do tego postawa ruchu który uważał, że wojna jest zewnętrzną wojną kapitalizmu a trockiści powinni zachować w czasie jego trwania niezależność. Trockiści uważali że ruch oporu powinien być kierowany przeciwko okupantowi, ale i własnej burżuazji. Komitet Komunistów Internacjonalistów powołany we Francji w 1943 roku uważał, że walka narodowa osłabia walkę klasową. Po zakończeniu wojny próbowano ożywić struktury IV Międzynarodówki. W 1948 roku powołano II Kongres światowy IV Międzynarodówki na której powołano nowy organ grupy, Międzynarodowy Sekretariat. Nowym sekretarzem IV Międzynarodówki został Grek z pochodzenia, Michel Pablo. Przyjęto statut międzynarodówki. W 1951 roku Michel Pablo wydał pracę Dokąd idziemy? w którym podał rewizji część elementów idei trockistowskiej. Pablo przyznał, że ówczesny świat podzielony jest między państwa kapitalistyczne a socjalistyczne (stalinowskie). W odróżnieniu od Trockiego, Pablo uznał, że ZSRR skupiło wokół siebie większość sił rewolucyjnych i odgrywa dużą rolę w procesie rewolucji. Z powodu przeświadczenia o dużej roli ZSRR, zalecał on działania dotychczasowych grup trockistowskich, sceptycznie odnosił się do powoływania nowych grup o takim profilu.
Michel Pablo skupił się na rozwijaniu ruchu trockistowskiego wewnątrz już istniejących struktur ruchu robotniczego. Stonował nieco politykę względem ZSRR i tezy dotyczące prognoz nastąpienia rewolucji, mówiąc o tym, że proces wypierania kapitalizmu przez socjalizm może trwać przez kilka pokoleń. Jego tezy poparte zostały przez wielu liderów trockistowskich m.in. Pierre Franka, Belga Ernesta Mandela, Włocha Livio Maintana. Z krytyką Pablo wystąpili działacze amerykańskiej Socjalistycznej Partii Robotniczej i ich lider James Cannon. W 1953 roku partia wydała List otwarty do zwolenników trockizmu w którym zarzucili Michelowi Pablo i zwolennikom jego tez, rewizjonizm. Zwolennicy Cannona uznali że Pablo akceptował stalinowską biurokrację za główną siłę ruchu rewolucyjnego. List zaprezentował linię ortodoksyjną, według tej linii ruch trockistowskich powinien powołać partie rewolucyjne a główną przeszkodą trockistów jest stalinizm a podstawowym celem IV Międzynarodówki powinna być walka ze stalinistami. List zwolenników Cannona wezwał do wydalenia z kierownictwa Międzynarodówki zwolenników tez Michela Pablo.
Trockiści niebędący zwolennikami Pablo powołali w 1953 roku nowy ośrodek kierowniczy IV Międzynarodówki. W 1953 sekcje angielska, jedna z dwóch francuskich, szwedzka i nowozelandzka, powołały Międzynarodowy Komitet. Najważniejszymi działaczami grupy był Brytyjczyk Gerald Healy i Pierre Lambert. Od 1953 w Międzynarodówce nastąpił rozłam w wyniku którego działały dwa aspirujące do miana kierownictwa ośrodki: Sekretariat i Komitet Międzynarodowy. Sekretariat podjął politykę bardziej reformistyczną, uznał, że taktyka ataku frontalnego skazuje trockistów na izolację.

## Trockizm współczesny

### Frakcje i rozłamy w latach 50. i 60.
Stopniowo wróciła koncepcja budowy partii trockistowskich. Nową bazę ruchu stanowić miały ruchy narodowowyzwoleńcze, a sam ruch coraz częściej akcentował się na kraje trzeciego świata. Teza ta przyjęta została przez Sekretariat Międzynarodowy i niektórych z członków Komitetu, w tym Socjalistyczną Partię Robotniczą z USA. Dzięki temu skłóconym sekcjom udało się osiągnąć możliwość współpracy. Po wzajemnych ustępstwach i rozmowach w 1963 roku powołano kongres zjednoczeniowy, „reunifikacyjny”, w miejsce Międzynarodowego Sekretariatu powołany został Zjednoczony Sekretariat, który miał stać się jedynym ośrodkiem ruchu trockistowskiego. Re-unifikacja doprowadziła jednak do rozłamu ze strony grup, które nie uznały nowego programu, m.in. Socjalistyczna Liga Pracy i część Międzynarodowej Organizacji Komunistycznej, Lamberta. Tak więc Sekretariat i Komitet nie połączyły się w całości w Zjednoczony Sekretariat. Inicjatorem nowego rozłamu stał się Michel Pablo, którego poparło 15% uczestników kongresu zjednoczeniowego. Michel Pablo i jego zwolennicy zerwali ze Zjednoczonym Sekretariatem, a sam lider wyjechał do Algierii, gdzie w latach 1964–1965, był doradcą Ben Belliego.
Zwolennicy Michela Pablo skupili się wokół „Pod Sztandarem Socjalizmu”, które początkowo pełniło rolę Organu Afrykańskiej Komisji IV Międzynarodówki, a następnie Organu Marksistowsko-Rewolucyjnej Tendencji IV Międzynarodówki. Zwolennicy tendencji postulowali walkę ze skostniałymi elementami trockizmu.
Zjednoczony Sekretariat nie poparty został też przez trockistów z Ameryki Południowej. Zarzucili oni organizacji europocentryzm. Latynoamerykańscy działacze zorganizowali Latynoamerykański Sekretariat IV Międzynarodówki, na czele organizacji stał Argentyńczyk Juan Posadas. Frakcja przybrała program utworzenia wraz z partią Baas i Komunistyczną Partią Chin, międzynarodówki „antyeuropejskiej”. Grupa działała głównie w Ameryce Południowej, ale jej zwolennicy znaleźli się także w niektórych krajach Europy.
Próby zreformowania trockizmu podjęły się kręgi Zjednoczonego Sekretariatu, który kontynuował reformy rozpoczęte w 1951. Pojawił się nowy prąd zwany neotrockizmem, pozostający w konflikcie z trockizmem ortodoksyjnym. Trockiści domagali się „deradykalizacji klasy robotniczej” i konieczności nawiązania połączeń z ruchami powstańczymi w państwach trzeciego świata.

### Od końca lat 60.
Wzrost konfliktu społecznego pod koniec lat 60. doprowadził do zmiany tej polityki, trockiści ponownie przyjęli tezy o walce klasowej w państwach kapitalistycznych i potencjale klasy robotniczej. Zjednoczony Sekretariat uznał, że należy budować masowe partie robotnicze. Obecna działalność IV Międzynarodówki dzieliła się na kilka ośrodków, w 1972 roku doszło do kolejnego rozłamu wewnątrz Komitetu Międzynarodowego, tym razem między Pierre’em Lambertem a Geraldem Healym. Działalność IV Międzynarodówki niezależnie od powstania tendencji neotrockistowskich, od końca lat 60., pozostawała kontynuacją linii Lwa Trockiego z Programu przejścia, zakładającego opanowanie ruchu robotniczego i wyeliminowanie partii komunistycznych.

#### Europa Zachodnia
We Włoszech trockizm nie zdobył szerszego poparcia. Komunistyczna Grupa Rewolucyjna stanowiła oficjalną sekcję IV Międzynarodówki Zjednoczonego Sekretariatu. Elementy trockizmu występowały w organizacji Lotta Continua, trockiści wewnątrz grupy utworzyli odrębną grupę pod nazwą Autonomia Robotnicza i nawiązali współpracę z Komunistyczną Grupą Rewolucyjną.
We Francji wszyscy trockiści popierający Zjednoczony Sekretariat przystąpili do Ligi Komunistycznej. Na czele Ligi stali Pierre Frank i Alain Krivine. Przewodniczącym partii został Krivine. Liga Komunistyczna odgrywała dość znaczącą rolę w IV Międzynarodówce a oficjalnie pełniła funkcję francuskiej sekcji Międzynarodówki, wielu działaczy Ligi Komunistycznej zasiliło kadry Zjednoczonego Sekretariatu. Pismo Zjednoczonego Sekretariatu pod nazwą „Quatrieme Internationale” wydawane jest w Paryżu a jego redaktorem był Pierre Frank. Liga Komunistyczna powstała w wyniku połączenia w 1969 roku kilku mniejszych grup trockistowskich, w okresie tym trockizm francuski przybrał na znaczeniu. Liga Komunistyczna wydawała tygodnik „Rouge”, w 1972 roku według trockistów komórki grupy działały w 270 przedsiębiorstwach. Liga została rozwiązana w 1973 roku przez rząd Francji, jej działacze powołali nową partię pod nazwą Rewolucyjna Liga Komunistyczna, jednocząc się z partią Walka Robotnicza. Rewolucyjna Liga Komunistyczna istniała do 2009 roku gdy na jej miejsce powołano Nową Partię Antykapitalistyczną. Zjednoczenie obu partii nie zlikwidowało podziałów istniejących w ruchu. Trockiści francuscy popierający politykę Międzynarodowego Komitetu powołali odrębną Internacjonalistyczną Organizację Komunistyczną z Pierre Lambertem na czele, oprócz tej grup istnieje kilka mniejszych organizacji. Rewolucyjna Liga Robotnicza w wyborach municypalnych z 1977 wystartowała razem z Komunistyczną Organizacją Pracowników. Liga Komunistyczna w 1972 roku liczyła pięć tysięcy członków. Działała głównie wśród studentów a mniej licznie w fabrykach Renaulta. We Francji, w 2002 roku, 10% wyborców zagłosowało na partie określające się jako trockistowskie.
W Portugalii ugrupowania skrajnej lewicy narodziły się po rewolucji goździków z 1974 roku, która obaliła prawicową dyktaturę. Grupy skrajnej lewicy powstały na gruncie krytyki partii komunistycznej za zbytnie umiarkowanie jej kierownictwa. W 1975 roku działała jedna grupa reprezentująca IV Międzynarodówkę. Większość grup skrajnej lewicy odrzucało ideologiczne referencje.
W Niemczech Zachodnich działały dwie grupy trockistów o statusie sekcji IV Międzynarodówki. Według rządu w 1976 roku w RFN istniało 10 organizacji o profilu trockistowskim. Łączna liczba ugrupowań skrajnie lewicowych (maoistowskich, anarchistycznych i nowolewicowych) wynosiła aż 124 grupy. Zjednoczyć je miało Biuro Socjalistyczne, powołane w 1969 roku przez profesora Oskara Negta. Biuro miało zostać „centrum nowej socjalistycznej lewicy” i utworzyć „niezależny ruch socjalistyczny”. Pozycja na scenie politycznej określana była jako „gdzieś między socjaldemokracją a trockizmem”.
W Wielkiej Brytanii skrajna lewica zdominowana została przez trockistów. W Londynie znajduje się Międzynarodowy Komitet IV Międzynarodówki, przedstawicielstwo nurtu ortodoksyjnego trockizmu. Jej politycznym reprezentantem w kraju jest Rewolucyjna Partia Robotnicza (do 1973 roku pod nazwą Socjalistyczna Liga Pracy), przywódca ruchu Gerry Heayly miał duże znaczenie w ruchu trockizmu ortodoksyjnego. Młodzieżówką partii jest organizacja Młodzi Socjaliści. Zjednoczony Sekretariat z kolei reprezentuje Międzynarodowa Grupa Marksistowska. Do pozostałych grup trockistowskich zalicza się Międzynarodowych Socjalistów, na czele z Tonnym Cliffem, odrzucają oni kierownictwa poszczególnych frakcji IV Międzynarodówki, posiadają oni własne wydawnictwo Socialist Reviev Publication także inne grupy trockistowskie mają własne periodyki i wydawnictwa. Trockiści brytyjscy związani byli z Partią Pracy, w jej szeregach ukształtowała się Socjalistyczna Liga Pracy i Młodzi Socjaliści. W Partii działa Rewolucyjna Liga Socjalistyczna posiadająca własne pismo „Militant”. Nieoficjalnym organem skrajnej lewicy Partii Pracy jest pismo „New Left Review” organizujące dyskusje na temat filozofii m.in. Lwa Trockiego. Do Rewolucyjnej Partii Robotniczej w 1974 roku należało od 1500 do 2000 ludzi, a do Międzynarodowych Socjalistów około 3500.

#### Stany Zjednoczone
W USA główną rolę w ruchu trockistowskim odgrywa Socjalistyczna Partia Robotnicza będąca zarazem najstarszą na świecie grupą trockistowską. Założona została wraz z powstaniem IV Międzynarodówki, w 1938 roku. Do 1960 roku przewodniczącym SWP był James Cannon zaangażowany w trockizm od czasu gdy w 1928 wydalony został z Komunistycznej Partii USA. Socjalistyczna Partia Robotnicza w 1953 roku doprowadziła do rozłamu w Międzynarodówce w rezultacie jej działacze odgrywali dużą rolę w nowo powstałym Komitecie Międzynarodowym. W latach 50., 60., zbliżyła się do Sekretariatu Międzynarodowego, przyczyniając się do zorganizowania w 1963 roku Kongresu Zjednoczeniowego. Następnie partia weszła do Zjednoczonego Sekretariatu, została przez to zaatakowana przez trockistów ortodoksyjnych głównie z brytyjskiej Socjalistycznej Ligi Pracy.
Wewnątrz Socjalistycznej Partii Robotniczej doszło do kilku rozłamów powstały w ich wyniku trzy neotrockistowskie organizacje; Liga Robotnicza, Światowa Partia Robotnicza oraz Liga Spartakusa. Socjalistyczna Partia Robotnicza na początku lat 70. liczyła około 1000 ludzi.

#### Azja
W Japonii trockiści powołali Rewolucyjną Ligę Komunistyczną na arenie międzynarodowej związaną ze Zjednoczonym Sekretariatem.
Na Sri Lance trockiści opanowali kierownictwo założonej w 1935 roku Partii Równości Społecznej. Partia komunistyczna modelu sowieckiego powstała dopiero w 1943 roku. Przypadek Sri Lanki był jedynym w historii ruchu robotniczego, kiedy to ruch trockistowski narodził się przed powstaniem partii kominternowskich. Partia w odróżnieniu od wielu ugrupowań trockistowskich, przerodziła się w ruch działający realistycznie. Na początku lat 60. trockiści podjęli się współpracy z komunistami a później z Cejlońską Partią Wolności. W 1968 roku Partia Równości Społecznej, komuniści i Cejlońska Partia Wolności podpisały porozumienie na mocy którego powstał blok Zjednoczony Front. W 1970 roku partie skupione w bloku odniosły parlamentarne zwycięstwo, tworząc wspólny rząd koalicyjny. Udział organizacji trockistowskiej w rządzie wywołał spór na łamach światowego ruchu trockistowskiego. Partia Sprawiedliwości Społecznej została usunięta z IV Międzynarodówki w roku 1964, czyli jeszcze przed objęciem władzy. Rządy partii wprowadziły wiele reform w duchu postępowym, ale zostały na krótko przerwane przez skrajnie lewicowe ugrupowanie Ludowy Front Wyzwolenia, który w 1971 roku zorganizował powstanie przeciw rządowi. Rządowi udało się zdławić rebelię, jednak przegrał on wybory w 1977 roku, a władzę przejęła prawica. Trockiści w opozycji znaleźli się już w 1975 roku.
W latach 30. wietnamskim ruchem trockistowskim przewodził Ta Thu Thau. Trockizm był wówczas widoczny na politycznej scenie Wietnamu, szczególnie w Sajgonie.

#### Ameryka Południowa

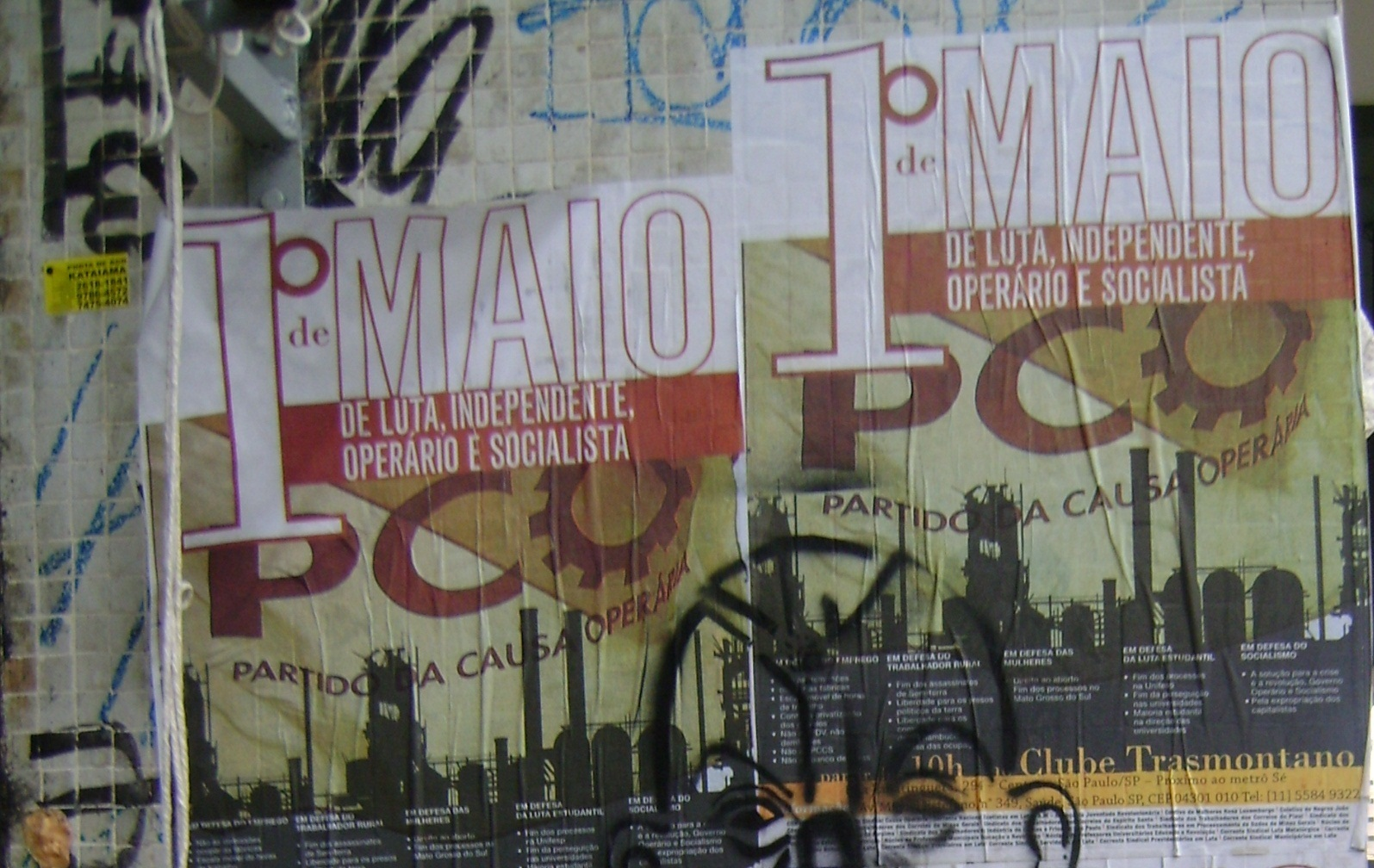
Plakaty trockistowskie w Brazylii

To właśnie Ameryka Południowa stała się ostatnim miejscem działalności Lwa Trockiego. Współcześnie w Ameryce Łacińskiej przewagę na skrajnej lewicy mają tendencję trockistowskie. W Argentynie działa Rewolucyjna Partia Robotnicza należąca do Zjednoczonego Sekretariatu, zachowuje ona jednak odrębne od Sekretariatu poglądy szczególnie na temat walki zbrojnej. Partia Robotnicza w latach istnienia wojskowej dyktatury powołała własne oddziały zbrojne, tzw. Ludową Armię Rewolucyjną. Na skutek taktyki walki zbrojnej w 1973 roku w partii doszło do rozłamu, przeciwni taktyce guerilli i walce zbrojnej działacze utworzyli Rewolucyjną Ligę Komunistyczną. Grupa rozłamowa uważała, że kluczem do masowego powstania jest praca pośród robotników.
Z IV Międzynarodówką identyfikuje się również Trockistowska Partia Pracy. Jej liderem, a zarazem twórcą Latynoamerykańskiego Sekretariatu IV Międzynarodówki jest Juan Posadas. Powołana przez grupę organizacja międzynarodowa nie dała rady wypchnąć z kontynentu Zjednoczonego Sekretariatu który uzyskał na kontynencie przewagę. Partia jest przeciwna koncepcjom guerilli, nie wyklucza również możliwości porozumienia z rządzącymi.
W Brazylii największą organizacją trockistów (a zarazem skrajnej lewicy) jest Rewolucyjna Partia Robotnicza, jest jedną z najstarszych na świecie grup trockistowskich. W sąsiednim Urugwaju wpływy trockizmu zauważalne były w lewicowej partyzantce Ruchu Wyzwolenia Narodowego Tupamaros.
W Chile w 1963 roku narodził się Ruch Rewolucyjnej Lewicy. Za czasów rządów prezydenta Salvadora Allende, ruch znajdował się w opozycji, określając partie tworzące Front Jedności Ludowej jako reformistyczne. Wojskowy zamach stanu z 1973 roku i dojście do dyktatorskiej władzy Augusto Pinocheta doprowadziło do rozbicia ruchu. Działacze trockistowscy tak jak cała lewica poddani zostali przez reżim represjom. Działacze Ruchu którym udało się przeżyć rozpoczęli współpracę z Jednością Ludową. W okresie istnienia junty wojskowej działacze Ruchu przekształcili organizację w grupę partyzancką.
W Boliwii w latach 40. i 50. działała Rewolucyjna Partia Robotnicza, wraz z innymi ugrupowaniami odgrywała ona dużą rolę w okresie Boliwijskiej Rewolucji Narodowej.
W Wenezueli w okresie prezydentury Hugo Cháveza, Ministrem Władzy Ludowej ds. Pracy i Ubezpieczeń Społecznych był określający się jako trockista José Ramón Rivero.

## Współczesne organizacje trockistowskie
Niedługo po śmierci Trockiego w roku 1940, światowy ruch trockistowski podzielił się. Obecnie najważniejsze ośrodki trockizmu to:
- Zjednoczony Sekretariat Czwartej Międzynarodówki – United Secretariat of Fourth International, USFI – (powstały w 1963 z połączenia wcześniejszych secesjonistów z Międzynarodowego Komitetu IV Międzynarodówki od Międzynarodowego Sekretariatu IV Międzynarodówki). Czołowymi przywódcami USFI byli Ernest Mandel i Pierre Frank. Jedną z najsilniejszych organizacji USFI jest francuska Rewolucyjna Liga Komunistyczna (LCR).
- Międzynarodowa Tendencja Socjalistyczna – International Socialist Tendency, IST – to tendencja sprzeciwiająca się teorii o ZSRR jako zdegenerowanym państwie robotniczym. Jej historycznym przywódcą był Tony Cliff (zm. 2000). IST uważa, iż w ZSRR panował specyficzny rodzaj kapitalizmu, ukształtowany w 1928 roku – kapitalizm państwowy. Głównym argumentem mającym przemawiać za tą teorią byłby fakt istnienia kapitalistycznych stosunków społecznych między biurokracją a robotnikami w ZSRR, gdzie partyjna biurokracja jest nową klasą społeczną, tym różniącą się od burżuazji, że poszczególni biurokraci nie mieli jednostkowej władzy nad środkami produkcji, jak w kapitalizmie „tradycyjnym”, ale jako całość rzeczywiście miała nad nimi kontrolę. Główny trzon międzynarodówki tworzy Socjalistyczna Partia Robotnicza (SWP) w Wielkiej Brytanii. Obecnym przywódcą IST jest Alex Callinicos.
- Komitet na rzecz Międzynarodówki Robotniczej – Committee for Worker’s International, CWI – grupa ortodoksyjnie trockistowska, wystąpiła z USFI w latach 60. Początkowo nosiła nazwę Militant, i prowadziła taktykę entryzmu w brytyjskiej Partii Pracy. Historycznym założycielem CWI był Ted Grant, a obecnym przywódcą jest Peter Taaffe. Główną organizacją CWI jest Partia Socjalistyczna w Anglii i Walii (SP).
- Międzynarodowa Tendencja Marksistowska – International Marxist Tendency, IMT – W latach 90. grupa z Tedem Grantem i Alanem Woodsem na czele opuściła CWI, przede wszystkim na tle sporów o dalszą taktykę działania. Woods i Grant byli zwolennikami dalszej pracy trockistów w związkach zawodowych i tworzeniu lewicowego skrzydła w partiach socjalistycznych i socjaldemokratycznych, opowiadali się przeciwko tworzeniu od zera zupełnie nowych podmiotów politycznych. Na kongresie w 2001 r. organizacja przyjęła nazwę International Marxist Tendency. Posiada sekcje w ponad 50 krajach, liczące od kilkudziesięciu osób (jak w Polsce) do kilku tysięcy. Najsilniejszymi jej ośrodkami są Meksyk w Ameryce Łacińskiej, Pakistan w Azji oraz Hiszpania w Europie.

Do niszowych międzynarodowych organizacji trockistowskich zalicza się m.in.
- Międzynarodowa Liga Komunistyczna (Czwarto-Międzynarodówkowa) – International Communist League (Fourth Internationalist), ICL (FI) – ortodoksyjnie trockistowska grupa powstała w wyniku rozłamu w Międzynarodowym Komitecie IV Międzynarodówki, poprzedniczką ICL była Tendencja Spartakusowska. Przywódcą ICL jest James Robertson. Największą sekcją ICL jest Liga Spartakusowska USA, wydająca gazetę „Workers Vanguard”. Prócz USA posiada sekcje m.in. w Kanadzie, RPA, Anglii, Francji, Włoszech, Niemczech, Japonii i Polsce. Lewicowi przeciwnicy tej organizacji zarzucają ICL dogmatyzm i posunięte do absurdu sekciarstwo. W skali świata liczy według przeciwników ok. 100–200 członków. Nie tworzy żadnych koalicji z innymi podmiotami lewicowymi.

Trockiści wchodzą również w skład najróżniejszych bloków antykapitalistycznych w wielu państwach europejskich, jak Włochy, Dania, Portugalia.
We Francji istnieją trzy znaczące partie polityczne odwołujące się do trockizmu: Ligue communiste révolutionnaire (obecnie znana jako Nowa Partia Antykapitalistyczna, z Alainem Krivinem i Olivierem Besancenotem), Lutte Ouvrière (z Arlette Laguiller), oraz Parti des travailleurs (z Danielem Glucksteinem).